# دودوک برشل
دودوک برشل (نام علمی: Cursorius rufus) نام یک گونه از تیره چلچله‌بیابانیان است.